# 도바 수족관
도바 수족관(鳥羽水族館 도바스이조쿠칸[*])은 일본 미에현 도바시에 있는 수족관이다. 2021년 12월 시점의 전시 생물은 약 1,200종으로 일본 내에서는 최대이다.

## 같이 보기
- 도바시